# تپه خرسران کوه
تپه خرسران کوه مربوط به دوره ساسانیان است و در شهرستان قزوین، روستای ده دوشاب واقع شده و این اثر در تاریخ ۲۵ اسفند ۱۳۷۹ با شمارهٔ ثبت ۳۱۴۳ به‌عنوان یکی از آثار ملی ایران به ثبت رسیده است.